# Slonim

Slonims vapen.

Slonim ( belarusiska: Слонім,  ryska: Слоним, polska: Słonim, litauiska: Slanimas, jiddisch: סלאנים), är en stad i Hrodna voblast i västra Belarus. Staden, som för första gången omnämns i ett dokument från år 1252, hade 2016 49 528 invånare.